# Prelokar
Prelokar je priimek več znanih Slovencev:
- Tomaž Prelokar (~1430—1496), humanist in škof